# Harold Tennant
Harold John Tennant (18 novembre 1865 - 9 novembre 1935), souvent connu sous le nom de Jack Tennant, est un homme politique libéral écossais. Il sert comme Secrétaire d'État pour l'Écosse sous son beau-frère Herbert Henry Asquith entre juillet et décembre 1916.

## Jeunesse et éducation
Né à Glen, Innerleithen, Peeblesshire, il est un fils cadet de Sir Charles Tennant, 1er baronnet, et de sa première épouse Emma, fille de Richard Winsloe. Il est le frère d'Edward Tennant (1er baron Glenconner) et de Margot Asquith (et donc le beau-frère de Herbert Henry Asquith) et le demi-frère de la baronne Elliot de Harwood . Il fait ses études au Collège d'Eton et au Trinity College de Cambridge.

## Carrière politique

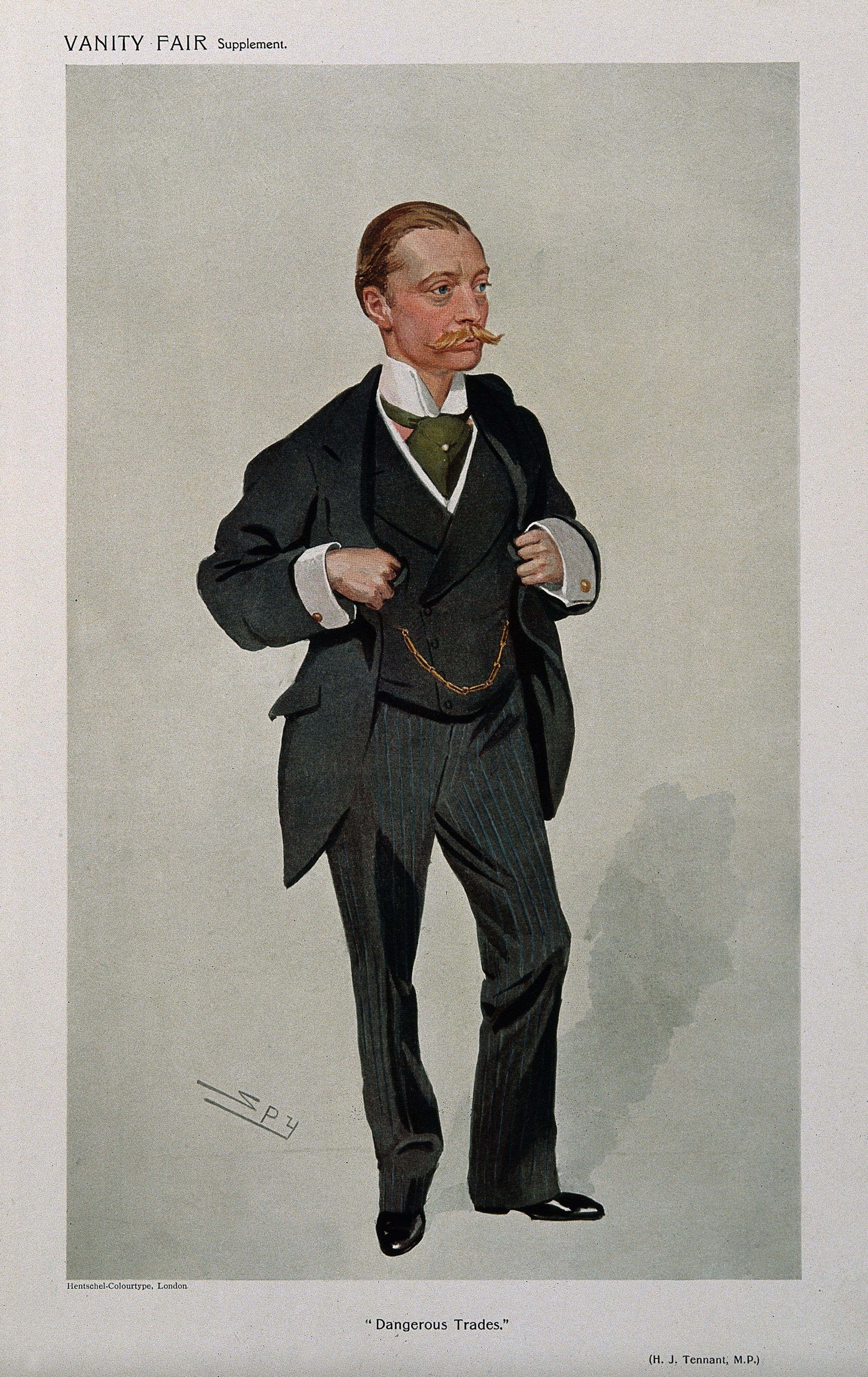
Tennant caricaturé par Spy pour Vanity Fair, 1909

Il est le secrétaire privé adjoint de son beau-frère Herbert Henry Asquith quand que ce dernier est le ministre de l'Intérieur entre 1892 et 1895 . En 1894, il est élu député du Berwickshire . Asquith est devenu Premier ministre en 1908 et en janvier 1909, il nomme Tennant secrétaire parlementaire de la Chambre de commerce. Tennant est resté dans ce poste jusqu'en 1911, puis sert sous Asquith comme Secrétaire financier au ministère de la Guerre de 1911 à 1912 et comme Sous-secrétaire d'État à la guerre de 1912 à 1916. En 1914, il est admis au Conseil privé . Il est entré au cabinet en tant que Secrétaire d'État pour l'Écosse sous Asquith en juillet 1916, un poste qu'il occupe jusqu'à ce qu'Asquith soit renversé en tant que Premier ministre en décembre 1916. Il ne conserve pas son poste dans le gouvernement de David Lloyd George.
Aux Élections générales britanniques de 1918, la circonscription de Berwickshire est supprimée et Tennant se présente dans la nouvelle circonscription de Berwickshire et Haddingtonshire. Il affronte deux adversaires: RW Foulis du Labour Party et John Deans Hope, député de Haddingtonshire en 1911-1918. Avec deux députés libéraux en exercice qui se disputent un siège, Hope bénéficie de l'investiture de la coalition ce qui assure sa victoire, avec 54% des voix. Tennant est arrivé en troisième position avec seulement 16% des voix .
Il se présente sans succès à Glasgow Central en 1923  mais n'est jamais revenu à la Chambre des communes.
Pendant son mandat au Parlement, Tennant soutient un certain nombre de mesures progressives telles que l'indemnisation des accidents du travail, les dispositions sur le salaire minimum, les inspections médicales scolaires, les inspections d'usine et l'assurance-chômage.

## Vie privée
Il épouse l'inspecteur d'usine May Abraham en 1896. Tennant achète Great Maytham Hall, Rolvenden, Kent en 1910. Il charge Edwin Lutyens de reconstruire la maison pour de 24 000 £ . En tant que chef du comité du monument aux morts, il engage également Lutyens pour concevoir le monument aux morts de Rolvenden, érigé en 1922.
Tennant est décédé en novembre 1935, à l'âge de 70 ans.